# 475 г. пр.н.е.
475 година пр.н.е. e в 5 век пр.н.е.

## Събития
- Атенианците с Кимон завладяват остров Скирос

## Починали
- Атоса, персийска царица, майка на Ксеркс I
- Хераклит, древногръцки философ.